# Safe Trip Home
Safe Trip Home là album phòng thu thứ ba của Dido, được phát hành tại Anh Quốc vào ngày 17 tháng 11 năm 2008, Album có xuất hiện nhiều sự hợp tác và sản xuất của Jon Brion, anh trai của cô - Rollo Armstrong, Brian Eno, Mick Fleetwood, Citizen Cope và Questlove. Đây là album bán chạy thứ 44 trên toàn thế giới năm 2008, theo IFPI. Album còn được đề cử cho Giải Grammy trong hạng mục "Album xây dựng xuất sắc nhất, không thuộc nhạc kịch".

## Phát hành
Bìa của album và danh sách ca khúc được tiết lộ trên trang web chính thức của Dido ngày 5 tháng 9 năm 2008. Lúc đầu, ngày phát hành album được định vào ngày 3 tháng 11, nhưng sau đó bị dời lại hai tuần vì khâu sản xuất bị hoãn. Tại Anh Quốc, album được cho nghe trước tại một bữa tiệc, nơi người hâm mộ có thể được mời nghe trước.
Bìa của album là hình ảnh của phi hành gia Bruce McCandless II trong một lần ở ngoài không gian, trong nhiệm vụ của con tàu STS-41-B. McCandless sau đó đâm đơn kiện Dido, Sony Music Entertainment và Getty Images vì vi phạm việc sử dụng hình ảnh khi chưa được uỷ quyền. Vụ việc được giải quyết dưới những điều kiện chưa được công bố công khai vào tháng 1 năm 2011. Vào tháng 8 năm 2005, trong một bài viết của tờ Smithsonian, có trích dẫn câu nói của McCandless về tính nặc danh của bức ảnh. "Lúc đó tôi có mang chiếc nón che mặt trời, nên không ai thấy được mặt của tôi, nghĩa là đó có thể là bất cứ ai."
Vào ngày 27 tháng 10 năm 2008, 11 đoạn phim ngắn được sản xuất, tương thích với các bản trong album, dựa trên chủ đề về mái ấm.

## Ý kiến chuyên môn
| Đánh giá chuyên môn   | Đánh giá chuyên môn |
| Nguồn đánh giá        | Nguồn đánh giá      |
| Nguồn                 | Đánh giá            |
| --------------------- | ------------------- |
| Allmusic              | [ 11 ]              |
| The A.V. Club         | (B-)                |
| Badger Herald         | [ 13 ]              |
| Blender               | [ 14 ]              |
| Daily Mirror          | [ 15 ]              |
| Daily News (New York) | [ 16 ]              |
| Entertainment Weekly  | (B)                 |
| The Guardian          | [ 18 ]              |
| Rolling Stone         | [ 19 ]              |
| Slant Magazine        | [ 20 ]              |

Album nhận được những phản hồi rất tích cực. Metacritic, trang web tổng hợp điểm trung bình của nhiều bài đánh giá, cho album 74 trên 100 điểm. Stephanie Merritt từ The Guardian có viết "Album này thật sự tập hợp những ca khúc mang đậm tính trưởng thành và sâu lắng và là một kỉ niệm đẹp đến cha của cô ấy, người mà chắc chắn sẽ phải tự hào về album này." Trong khi While Chris Willman từ Entertainment Weekly có nói "Cảm xúc trong album này thật sự buồn, những ca khúc tươi tắn nhất cũng mang đầy điệu bộ tâm sự, cho dù bạn có thể vẫn mong cô ấy mang những điều mỏng manh ấy vào giọng hát của mình." Will Hermes của tờ Rolling Stone nói: "Giọng hát của Dido dễ chịu đến nỗi bạn suýt quên mất đi sự buồn bã của ca khúc đang nghe." Sal Cinquemani của tạp chí Slant Magazine cho một bản đánh giá khắt khe hơn: "Album này có thể là album ít đột phá nhất của Dido cho đến hiện nay, [với] nhiều tâm sự buồn như một cốc sữa nóng như trong những đĩa đơn đầu - "Don't Believe in Love" và "Quiet Times", phần lời dường như là do cô tự tưởng tượng ra: "My home is home and I'm settled now/I've made it through the restless phase." Cho dù có đề bật lên "khả năng sáng tác và sản xuất vô tận" của cô. Elizabeth Goodman của tờ "Blender" cũng cho ý kiến khắt khe về album. "Những bài hát này không những buồn mà còn tẻ nhạt và bừa bộn....Dido nên biết lựa chọn đúng về thể loại của mình; dù gì thì những giai điệu sầu não thế này nghe rất hợp với cô ấy." Cho dù album được phát hành cuối năm, nó vẫn được lọt vào vị trí thứ 50 trong Danh sách 50 Album xuất sắc nhất năm 2008. Năm 2010, Album đã được đề cử cho Giải Grammy trong hạng mục "Album xây dựng xuất sắc nhất, không thuộc nhạc kịch".

## Đĩa đơn
Có hai đĩa đơn được phát hành từ album. Vào ngày 22 tháng 8 năm 2008, ngày mà tựa của album được thông báo, "Look No Further" được phát hành dưới dạng tải nhạc miễn phí qua trang web chính thức của cô. Đĩa đơn chính thức đầu tiên trích từ album là "Don't Believe in Love". Đĩa đơn được phát hành vào ngày 27 tháng tháng 10 năm 2008. Nó cũng xuất hiện trên cửa hàng iTunes trên phạm vi toàn cầu từ ngày 29 tháng 10 cùng năm đó. Đĩa đơn thứ hai, "Quiet Times" được phát hành vào tháng 2 năm 2009.

## Danh sách bài hát
| STT | Nhan đề                                   | Sáng tác                                             | Thời lượng |
| --- | ----------------------------------------- | ---------------------------------------------------- | ---------- |
| 1.  | "Don't Believe in Love"                   | Dido Armstrong, Jon Brion, Rollo Armstrong           | 3:53       |
| 2.  | "Quiet Times"                             | D. Armstrong                                         | 3:17       |
| 3.  | "Never Want to Say It's Love"             | D. Armstrong, J. Brion, R. Armstrong                 | 3:35       |
| 4.  | "Grafton Street"                          | D. Armstrong, R. Armstrong, Brian Eno                | 5:59       |
| 5.  | "It Comes and It Goes"                    | D. Armstrong, J. Brion, R. Armstrong                 | 3:28       |
| 6.  | "Look No Further"                         | D. Armstrong, J. Brion, R. Armstrong                 | 3:14       |
| 7.  | "Us 2 Little Gods"                        | D. Armstrong, R. Armstrong, Daisy Gough, Rick Nowels | 4:49       |
| 8.  | "The Day Before the Day"                  | D. Armstrong, R. Armstrong                           | 4:13       |
| 9.  | "Let's Do the Things We Normally Do"      | D. Armstrong, J. Brion                               | 4:10       |
| 10. | "Burnin Love" (hợp tác cùng Citizen Cope) | D. Armstrong, Clarence Greenwood                     | 4:12       |
| 11. | "Northern Skies"                          | D. Armstrong, R. Armstrong                           | 8:57       |

Ghi chú: Các bản thứ 1, 3, 5, 6, 9 & 11 đã được sản xuất bởi Jon Brion 
và các bản thứ 2, 4, 7, 8, 10 đã được sản xuất bởi The Ark & Dido
| Đĩa bổ sung trong phiên bản đặc biệt | Đĩa bổ sung trong phiên bản đặc biệt          | Đĩa bổ sung trong phiên bản đặc biệt | Đĩa bổ sung trong phiên bản đặc biệt |
| STT                                  | Nhan đề                                       | Sáng tác                             | Thời lượng                           |
| ------------------------------------ | --------------------------------------------- | ------------------------------------ | ------------------------------------ |
| 1.                                   | "For One Day"                                 | D. Armstrong                         | 5:43                                 |
| 2.                                   | "Summer"                                      | D. Armstrong                         | 3:55                                 |
| 3.                                   | "Northern Skies" (Phiên bản của Rollo)        | D. Armstrong, R. Armstrong           | 5:53                                 |
| 4.                                   | "The Day Before the Day" (Bản phối của Early) | D. Armstrong, R. Armstrong           | 4:14                                 |
| 5.                                   | "Enhanced section"                            |                                      |                                      |

## Những người thực hiện
Các nhạc công
- Dido Armstrong - hát chính, drums, guitar, omnichord, thu âm, bells, keyboards, piano
- Mark Bates - lên kế hoạch, biên tập, keyboards, wurly, piano
- Jon Brion - keyboards, guitar, bass, brass, bộ dây, đảm nhiệm bộ dây, đảm nhiệm phần kèn, đảm nhiệm phần sáo, celeste, capitol chambers, talentmaker, cello guitar, bộ gõ, drum machine, tom toms, đảm nhiệm dàn nhạc
- Lenny Castro - bộ gõ
- Matt Chamberlain - drums, bộ gõ
- Brian Eno - additional keyboards, ambience
- Mick Fleetwood - drums
- Clarence Greenwood- hát bè, drums, guitar
- Justin Meldal-Johnsen - bass
- Jim Scott - drums
- Joel Shearer - additional guitar
- Sister Bliss - keyboards, bass, lên kế hoạch
- Sebastian Steinberg - bass
- ?uestlove - drums

Những người khác
- Ashley Arrison - a&r coordination cho Jon Brion
- Chris Bolster - nhân viên tại phòng thu
- Jon Brion - phối khí (bản 3, 5, 6, 9, 11), đảm nhiệm và chỉ huy dàn nhạc (bản 1, 3, 5, 6, 9, 11)
- Nick Braun - nhân viên tại phòng thu
- Bobby Campbell - nhân viên tại phòng thu
- David Campbell - bộ dây (bản 2, 4, 8), đảm nhiệm và chỉ huy dàn nhạc (bản 2, 4, 8)
- Eric Caudieux - lên chương trình/biên tập (bản 1, 3, 4, 5, 6, 9, 11)
- Matt Dunkley - dàn nhạc
- Peter Edge - đảm nhiệm album (tại a&r)
- Eric Gorfain - dàn nhạc
- Isobel Griffiths - chỉ huy
- Grippa - phối khí (bản 8)
- Kayt Jones - thợ nhiếp ảnh
- Rouble Kapoor - nhân viên tại phòng thu
- Greg Koller - phối khi (bản 3, 5, 6, 9, 11)
- Peter Leak - quản lý
- Josh Newell - nhân viên tại phòng thu
- Alex Pavlides - nhân viên tại phòng thu
- Michael Price - dàn nhạc
- Bret Rausch - trợ lý phòng thu cho Jon Brion
- Matt Robertson - dàn nhạc
- Joanne Rooks - nhà thiết kế
- Jim Scott - phối khí (bản 2, 4, 7, 10), hát nền và phối phần bộ dây (track 8)
- Wesley Seidman - nhân viên tại phòng thu
- Paul Smith - nhân viên tại phòng thu
- Todd Steinhauer - cố vấn phối khí (bản 2, 4, 7, 10)
- Jill Streater - người sao chép lại
- Brady Woodcock - nhân viên tại phòng thu
- Gavin Wright - trưởng các bộ phận
- Alan Yoshida - đảm nhiệm album

## Xếp hạng và chứng nhận
| Các bảng xếp hạng (2008)        | Thứ hạng cao nhất |
| ------------------------------- | ----------------- |
| Australian Albums Chart         | 6                 |
| Austrian Album Chart            | 11                |
| Belgian Albums Chart (Flanders) | 9                 |
| Belgian Albums Chart (Wallonia) | 7                 |
| Canadian Albums Chart           | 9                 |
| Danish Albums Chart             | 20                |
| European Top 100 Albums Chart   | 1                 |
| Finnish Albums Chart            | 24                |
| French Albums Chart             | 3                 |
| German Albums Chart             | 3                 |
| Hungarian Albums Chart          | 15                |
| Irish Albums Chart              | 11                |
| Italian Albums Chart            | 11                |
| Dutch Albums Chart              | 8                 |
| New Zealand Albums Chart        | 6                 |
| Norwegian Albums Chart          | 18                |
| Polish Album Chart              | 14                |
| Spanish Albums Chart            | 27                |
| Swedish Albums Chart            | 20                |
| Swiss Albums Chart              | 1                 |
| UK Albums Chart                 | 2                 |
| US Billboard 200                | 13                |

| Quốc gia                                                                           | Chứng nhận | Số đơn vị/doanh số chứng nhận |
| ---------------------------------------------------------------------------------- | ---------- | ----------------------------- |
| Úc (ARIA)                                                                          | Vàng       | 35.000^                       |
| Bỉ (BEA)                                                                           | Vàng       | 10,000*                       |
| Pháp (SNEP)                                                                        | Vàng       | 75.000*                       |
| Đức (BVMI)                                                                         | Vàng       | 150.000^                      |
| Hungary (Mahasz)                                                                   | Vàng       | 3.000^                        |
| Ireland (IRMA)                                                                     | Vàng       | 7.500^                        |
| Ý (FIMI)                                                                           | Vàng       | 35.000*                       |
| New Zealand (RIANZ)                                                                | Vàng       | 7,500^                        |
| Ba Lan (ZPAV)                                                                      | Vàng       | 10.000*                       |
| Thụy Sĩ (IFPI)                                                                     | Bạch kim   | 30.000^                       |
| Anh Quốc (BPI)                                                                     | Vàng       | 100.000^                      |
| * Chứng nhận dựa theo doanh số tiêu thụ. ^ Chứng nhận dựa theo doanh số nhập hàng. |            |                               |